# Llista d'illes del Brasil
La següent llista representa totes les illes del Brasil .

## Illes de l'oceà Atlàntic
- Arquipèlag de Fernando de Noronha
- Arquipèlag de São Pedro i São Paulo (Arxipèlag de Sant Pere i Sant Pau)
- Atol das Rocas (Atol de Rocas)
- Arxipèlag d'Alcatrazes
- Arxipèlag de les Cagarras
- Ilha do Algodão
- Ilha de Boipeba
- Ilha de Maraca
- Ilha Montão de Trigo
- Ilha da Queimada Grande
- Ilha de Santa Bárbara
- Ilha de Santa Catarina
- Ilha de Sant Amaro
- Ilha de São Luís
- Ilha Grande
- Ilha Itaparica
- Ilha de Tinharé
- Ilha Trindade
- Arxipèlag Ilhabela
  - Ilha de São Sebastião
- Ilha de Itamaracá
- Ilha Comprida
- Arxipèlag Martim Vaz
- Arxipèlag de Vitória
  - Ilha de Vitória

## Illes del delta de l'Amazones
- Illa Bananal
- Illa Grande de Gurupá
- Marajó
- Tupinambarana

## Illes dins de ciutats
- Illa Couves
- Ilha Fiscal (Illa fiscal)

## Altres illes
- Illa brasilera